# Zoe McBride

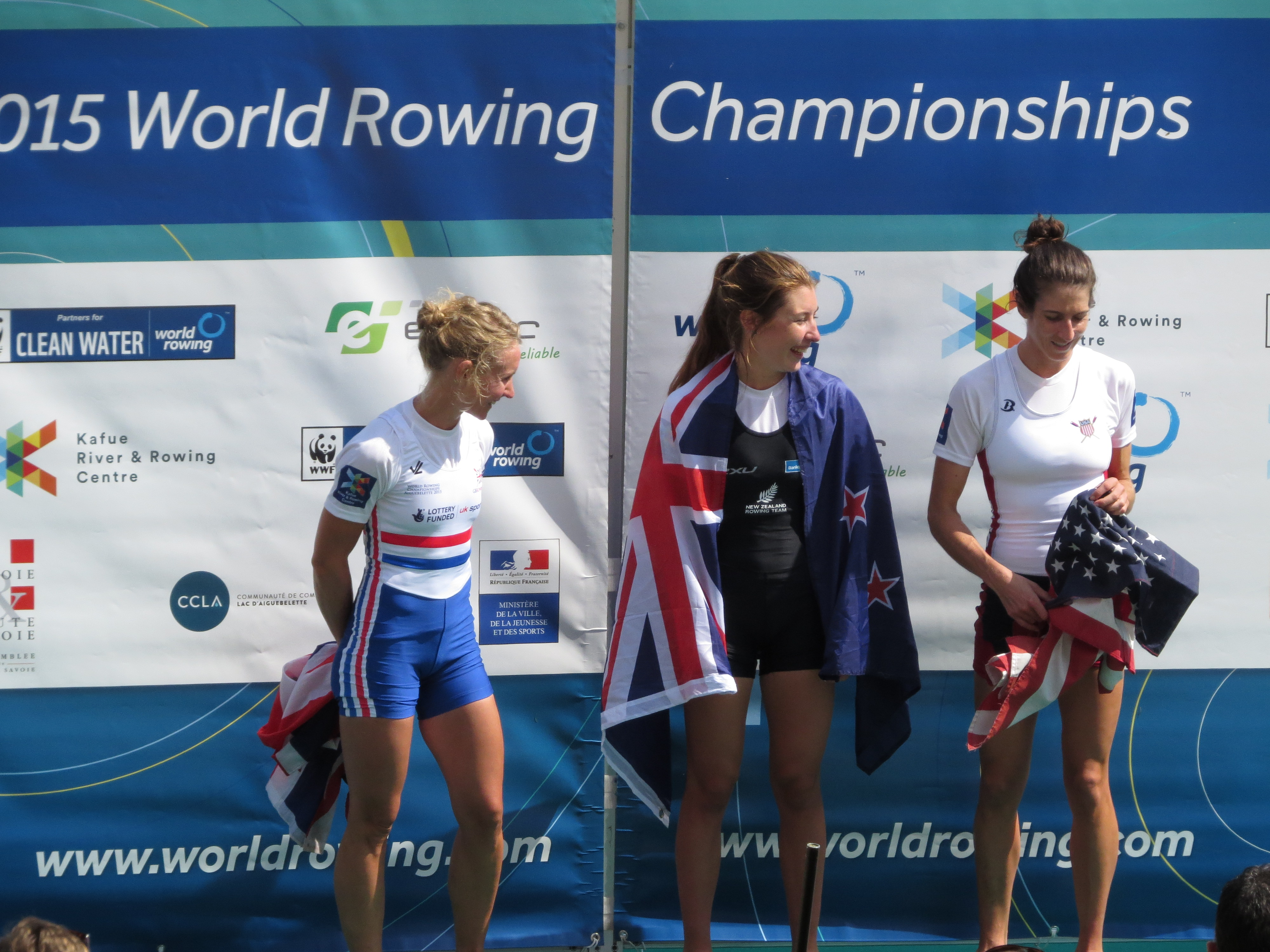
Zoe McBride (Mitte) als Weltmeisterin 2015

Zoe McBride (* 27. September 1995) ist eine neuseeländische Leichtgewichts-Ruderin. Sie gewann 2015 den Weltmeistertitel im Leichtgewichts-Einer.
Zoe McBride gewann bei den Junioren-Weltmeisterschaften 2012 die Bronzemedaille im Leichtgewichts-Doppelvierer, bei den Junioren-Weltmeisterschaften 2013 erreichte das neuseeländische Boot den fünften Platz. Bei den U23-Weltmeisterschaften 2014 gewann sie zusammen mit Sophie MacKenzie den Titel im Leichtgewichts-Doppelzweier. Diesen Erfolg konnte sie bei den U23-Weltmeisterschaften 2015 mit Jackie Kiddle wiederholen.
In der Saison 2015 trat Zoe McBride aber auch in der Erwachsenenklasse an. Im Leichtgewichts-Einer gewann sie die Weltcup-Regatten in Varese und in Luzern. Auch bei den Weltmeisterschaften 2015 auf dem Lac d’Aiguebelette siegte sie und erhielt die Goldmedaille vor der Britin Imogen Walsh und der US-Ruderin Kathleen Bertko. Den Titel konnte sie bei den Weltmeisterschaften 2016 verteidigen.
2017 bildete McBride zusammen mit Jackie Kiddle den Leichtgewichts-Doppelzweier Neuseelands. Nach den Vorleistungen ging das Duo favorisiert in die Weltmeisterschaften, wo sie jedoch im Endlauf überraschend von den Rumäninnen Ionela-Livia Lehaci und Gianina-Elena Beleagă auf den Silberrang verwiesen wurden. Im Jahr darauf belegten McBride und Kiddle den sechsten Platz bei den Weltmeisterschaften 2018. 2019 gewannen die beiden Neuseeländerinnen die Weltcup-Regatten in Posen und in Rotterdam. Bei den Weltmeisterschaften 2019 in Linz siegten die beiden vor den Niederländerinnen Marieke Keijser und Ilse Paulis.
Die 1,70 m große Zoe McBride wuchs in Dunedin auf und studiert an der Massey University. Sie gehört dem Nelson Rowing Club an.